# Эйкрз, Берт
Берт Эйкрз (англ. Birt Acres; 23 июля 1854, Ричмонд — 27 декабря 1918, Лондон) — британский фотограф и кинематографист, изобретатель первого в Великобритании киносъёмочного аппарата, первой любительской кинокамеры, заряжаемой киноплёнкой на свету, и кинопроектора.

## Биография
Родители Берта были из Великобритании. В 1895 году вместе с Робертом Полем он работал в Великобритании. Там он снял ранние фильмы Англии.
Эйкрз был принят в Королевское фотографическое общество (англ. Royal Photographic Society) и 14 января 1896 года собрал свой аппарат «Кинеоптикон», с помощью которого показывал кинофильмы. Киноролик «Регата Хенли», отснятый Эйкрзом в 1894 году, считается первым в мире широкоформатным фильмом. В театре Алхамбра он выступил на сцене соло.

## Фильмография
- Арест карманника — 1895
- Обязанность семьи Ухлан — 1895
- Дерби — 1895
- Немецкий император идёт на захват — 1895
- Открытие Кильского канала — 1895
- Регата между Оксфордским и Кембриджском университетами — 1895
- Бушующее море — 1895
- Обувная фабрика на Лондон-стрит — 1895
- Том Мерри, комик — 1895
- Боксирующее кенгуру — 1896
- Бокс — 1896
- Танцующие девушки — 1896
- Гольф за 5 центов — 1896
- Грабители — 1896
- Приземление на воду — 1896
- Пьеро и его любовь — 1896
- Сад графства Суррей — 1896
- Регата Хенли — 1897
- Недружелюбный человек — 1897
- Бритон против Боура — 1900